# کلی هولمس
کلی هولمس (انگلیسی: Kelly Holmes؛ زادهٔ ۱۹ آوریل ۱۹۷۰) دونده دو نیمه‌استقامت اهل بریتانیا است.